# Іван Васильович змінює професію
«Іван Васильович змінює професію» (рос. «Иван Васильевич меняет профессию») — радянська кінокомедія у жанрі наукової фантастики, виробництва кіностудії «Мосфільм», що вийшла на екрани 1973 року, знята режисером Леонідом Гайдаєм за мотивами п'єси російського письменника Михайла Булгакова «Іван Васильович». 
Лідер радянського кінопрокату 1973 року — понад 60 млн. глядачів.
Остання роль Степана Борисова.

## Сюжет
Фільм починається як чорно-білий. Винахідник Олександр Сергійович Тимофєєв (Шурик) створює машину часу. Експерименти з її запуску, які періодично призводили до перегорання пробок у під'їзді, скінчилися вибухом, перегоранням пробок у всьому будинку і втратою свідомості Шуриком. З початком сну фільм стає кольоровим.
Дружина Шурика, кіноакторка Зіна, приходить зі зйомок у задимлену квартиру № 20 і говорить Шурику, що йде від нього і їде в Гагри зі своїм новим коханцем, кінорежисером Карпом Савелійовичем Якіним. В цей час злодій-рецидивіст Жорж Милославський з таксофона телефонує на роботу стоматологу Антону Семеновичу Шпаку, змінивши голос, представляється його прихильницею і просить про побачення ввечері. Переконавшись, що Шпак до вечора пробуде на роботі, він приходить до нього додому, і відчинивши двері ключем зі зв'я́зки, проникає в квартиру № 22, маючи намір обікрасти. В цей час Зіна йде, а в квартиру до Шурика приходить обурений його майбутнім розлученням і експериментами з машиною часу кербуд Іван Васильович Бунша. Щоб довести кербуду безпеку машини часу, Шурик у його присутності знову її запускає, цього разу на невеликій потужності, внаслідок чого зникає стіна між квартирами Тимофєєва і Шпака.
Здивований Жорж Милославський входить у квартиру Шурика і представляється приятелем Шпака. Він цікавиться машиною, яка може прибирати стіни, а Бунша думає, що Шурик прибрав стіну безповоротно. Аби заспокоїти Буншу, Шурик послаблює потужність машини, і стіна повертається на місце. Потім винахідник знову збільшує потужність, і через стіну відкриваються царські палати. На троні сидить Іван Грозний, поруч дяк Феофан. Побачивши прибульців і прийнявши їх за демонів, Феофан тікає за вартою, а Іван Грозний лякається чорної кішки Шурика і тікає в його квартиру, а звідти до під'їзду. 
У палатах починається переполох, внаслідок якого один із бердишів, кинутий стрільцем у Милославського, а потім — навпаки, Милославським у стрільця, влучає у машину часу, і та ламається, залишаючи Івана Грозного в сучасному світі, а Івана Васильовича Буншу і Жоржа Милославського — в часі Івана Грозного. Рятуючись від варти, Милославський помічає зовнішню схожість Бунші та Івана Грозного і змушує кербуда перевдягнутися у знайдений царський одяг. Бунша перевдягається в Івана Грозного, Милославський видає себе за князя.
У XX столітті Шурик пояснює цареві, що сталося, і просить почекати його, поки він збігає в магазин за новими транзисторами. Іван Грозний залишається у квартирі, адаптується до сучасного побуту, слухає на магнітофоні пісні у виконанні Висоцького і опиняється втягнутим у зіткнення із сучасними героями. Раптово у супроводі Якіна повертається Зіна, яка посварилася з кінорежисером і помилково забрала його валізу. Грозному вдається їх помирити. Вони перевдягають царя у спортивний костюм Шурика, щоб сусіди нічого не запідозрили, і залишають квартиру, щоб їхати на Кавказ. 
В цей час нова коханка телефонує усім знайомим, хвалячись, що їде у Гагри з Якіним. Однак перевдягнений Іван Грозний веде себе войовничо по відношенню до Шпака, оцінивши того як холопа, який неправильно подає чолобитну царю, а потім він відпочиває, сидячи на балконі, де його виявляє Уляна Андріївна. Вона приймає його за свого чоловіка, а він її — за відьму; вони сваряться. Перелякана Уляна Андріївна викликає психіатрів, а Шпак — міліцію.
У царському часі теж неспокійно. Бунша бувало віддає шведам Кемську волость, але Милославський не дає йому цього зробити. На бенкеті Іван Васильович Бунша заграє з миловидною Марфою Василівною Собакіною (дружиною Івана Грозного) і приходить в стан алкогольного сп'яніння. Послане на Ізюмський шлях військо прибуває в царські палати і намагається полонити самозванців. Але, нарешті, спрацьовує полагоджена Шуриком машина часу, і Іван Васильович Бунша із Жоржем Милославським повертаються у XX століття.
Іван Васильович Грозний не встигає повернутися — його затримує міліція. Бунша добровільно здається в руки міліції, оскільки «незаконно» «тимчасово виконував обов'язки царя». Іван Грозний, який почув це, люто нападає на Буншу. Їх обох приймають за душевнохворих з маренням величі. Оскільки двійники починають бійку, санітари психіатричної бригади «Швидкої допомоги», яка прибула разом з нарядом міліції, знерухомлюють обох учасників бійки, зв'язавши їх у гамівні сорочки, і одного за іншим підводять до Уляни Андріївни для впізнання. І в Бунші, і в царі Уляна Андріївна визнає свого чоловіка. Вирішивши, що вона, можливо, теж втратила глузд, Уляна Андріївна знімає дорогу перуку (оголивши при цьому коротку стрижку «їжачок») і вирушає разом з двійниками у психлікарню.
Тим часом Милославський бере білий халат Шурика і намагається сховатися під виглядом медика. Лікарі і Милославський, який перевдягнувся медпрацівником, ведуть «пацієнтів» на вулицю, і в цей момент міліціонери, переглядаючи документи у знятій з Івана Грозного чужій куртці, дізнаються, що у них в руках знаходився сам злодій Жорж Милославський. З балкона вони кричать про це лікарям, і далі починається гонитва за Милославським. Скориставшись метушнею, з машини «Швидкої допомоги» вибігає Іван Грозний і біжить у квартиру до Шурика, який знову запускає свою машину. В цей час відкривається стіна в палати, і Іван Грозний повертається у свій час, але при цьому знову лякається кішки, кидає в неї шапкою і тікає, забувши цю шапку забрати.
В епілозі фільм знову стає чорно-білим. Шурик отямився, піднявся з підлоги, і не розуміє, що ж все-таки сталося. Стукіт у двері потроху приводить його до тями, він йде відкривати і бачить за дверима подружжя Буншів, які погрожують йому скаргою за знеструмлення всього будинку. Поступово до нього повертається свідомість, і тут він згадує, що його «залишила дружина».
Згодом Зіна приходить з роботи. Шурик запитує її про поїздку в Гагри і зв'язки з Якіним. Здивована Зіна каже, що Шурик зовсім збожеволів зі своєю машиною, і що ніякого режисера Якіна у них немає. Шурик розуміє, що йому все привиділося. Він заспокоюється і раптом помічає залишену царем кольорову шапку, яка тут же перетворюється на кішку. Подружжя здивовано дивиться на глядачів, знизує плечима і цілується, а кішка вимовляє: «Чао!»…

## У ролях
- Юрій Яковлєв — Іван Васильович Бунша, кербуд / Іоанн Васильович Грозний, цар
- Леонід Куравльов — Жорж Милославський[1]
- Олександр Дем'яненко — Шурик, інженер-винахідник
- Савелій Крамаров — дяк Феофан
- Наталія Селезньова — Зінаїда Михайлівна Тимофєєва (Зіна), кіноактриса і дружина Шурика (вокал — Ніна Бродська)
- Наталя Бєлогорцева-Крачковська — Уляна Андріївна, дружина Бунши
- Наталя Кустинська — білявка, актриса і пасія режисера Якіна
- Володимир Етуш — Антон Семенович Шпак, зубний лікар, сусід Шурика
- Михайло Пуговкін — Карл Савелійович Якін, кінорежисер і коханець Зіни
- Сергій Філіппов — шведський посол

В епізодах
- Едуард Бредун — спекулянт радіодеталями
- Олександр Вігдоров — стрілець, який чув гру на дзвонах
- Валентин Грачов — стрілець, який кричав «Живими брати демонів!» і «Живими брати самозванців!»
- Наталія Гурзо — медсестра Шпака
- Іван Жеваго — психіатр
- Анатолій Калабулін — стрілець із вухом, що смикалося
- Віталій Кисельов — півчий в хорі
- Ніна Маслова — цариця Марфа Василівна
- Анатолій Подшивалов — лейтенант міліції
- Віктор Уральський — старшина міліції
- Віктор Шульгін — боярин, який говорив «Військо збунтувалося! Кажуть, цар не справжній!»
- Степан Борисов --- Гусляр (відсутній у титрах)

## Кінопроби
Перший варіант сценарію Гайдай писав під Юрія Нікуліна, який, прочитавши його, навідріз відмовився зніматися, мотивуючи це тим, що рік зйомок пройде дарма, і фільм покладуть на полицю.
Після відмови Нікуліна на роль царя пробувались 8 акторів, серед яких були:
- Євген Євстигнєєв (його кандидатура не сподобалась чиновникам);
- Георгій Віцин (асоціювався з Боягузом зі знаменитої трійці);
- Євген Лебедєв (на думку Гайдая, був непереконливим домоврядником).

У результаті роль дісталася Юрію Яковлєву, який на пробах зміг роздвоїтися на жалюгідного Буншу і грізного царя. Із затвержденням Яковлєва на роль царя виникла проблема з виконавцем ролі Жоржа Милославського, грати якого, за задумом режисера, повинен був Андрій Миронов. Перепробувавши ряд акторів, Гайдай зупинився на Леоніді Куравльові.
Складним був вибір і серед виконавиць жіночих ролей. На роль Зіни пробувались відразу три Наталії: Селезньова, Гундарєва і Гвоздикова.

## Факти
- Коли Іван Грозний ненавмисне ввімкнув радіо, звучала пісня Володимира Висоцького «Поговорим», а трохи пізніше — «А нам всё равно», яку виконував у стрічці «Діамантова рука» Юрій Нікулін — один із кандидатів на роль Івана Грозного.
- Фраза «Громадяни! Зберігайте гроші в ощадній касі», яку говорить Леонід Куравльов, була записана в сценарії, а її продовження «… якщо, звісно, вони у Вас є» — імпровізація актора[3].
- Американським кіноглядачам фільм відомий під назвою «Іван Васильович: Назад у майбутнє» (англ. Ivan Vasilievich: Back to the Future)[4][5] — таким чином локалізатори створили аналогію з іншою відомою фантастичною комедією, «Назад у майбутнє» Роберта Земекіса. Дана трилогія з'явилася на світ лише у 1985 році, а англійською мовою фільм переклали вже у 1992 році.
- Через синець під оком Ніні Масловій в сцені на бенкеті доводилося опускати очі, що врешті-решт пішло ролі на користь — цей прийом додавав цариці кокетування.
- Як «ікра заморська, баклажанна» використовувалась кабачкова ікра.

## Історичні невідповідності в фільмі
Треба врахувати, що фільм є комедією, причому, як написано в початкових титрах, він «ненауково-фантастичний, не зовсім реалістичний і не суворо історичний», до того ж більша його частина — плід посттравматичної уяви головного героя, і цим може бути виправдано багато помилок. Деякі з них навіть не можна кваліфікувати як помилки, оскільки творці фільму могли їх припуститися свідомо.
- У сцені допиту міліціонерами Іван Грозний на запитання про рік народження відповідає: «Тисяча п'ятсот тридцять третій від Різдва Христового», хоча Іван Грозний народився 25 серпня 1530 року, а 1533 року помер його батько, Василь III. Крім того, літочислення «від Різдва Христового» було введено Петром I тільки 1700 року. До цього в Московській державі вели літочислення «від створення світу». Таким чином, відповідь Івана Грозного мала звучати так: «Літо 7038 від створення світу».
- Скіпетр і держава, які тримає в руках Іван Васильович Бунша як символ царської влади, з'явилися на сто років пізніше за події, які проходять у XVII столітті. У Сергія Ейзенштейна Івану IV під час коронації теж вручають скіпетр і державу.
- Цариця Марфа Василівна померла через два тижні після весілля в Олександрівській слободі, практично одразу захворівши (імовірно, її отруїли). Цар клявся, що навіть не встиг здійснити з нею весільні відносини через нездоров'я нареченої — це явно не відповідає квітучому вигляду цариці в фільмі. До того ж царицею вона була з 28 жовтня по 13 листопада (1571 р.), а в фільмі явно має місце весняно-літній період.
- В одному з фрагментів під ногами Жоржа Милославського та Івана Васильовича Бунші чітко можна побачити кам'яну бруківку.
- Іван Грозний і всі його сучасники розмовляють сучасною російською мовою, яка остаточно сформувалась тільки триста років потому. Та й пісня «Маруся слёзы льёт» явно дуже сучасна, злодій Милославський не приховує свого подиву цим.
- В епізоді з ліфтом («Замуровали, демоны…») цар хреститься трьома перстами. Але до 1653 року православні хрестились двома перстами.
- Кам'яних мостових за Івана Грозного бути не могло.
- На допиті Іван Грозний каже, що брав Ревель, але це історично неправильно: Ревель близько двох місяців був під облогою армії Івана Грозного, та його так і не було взято. (Хоча формально це відповідає істині — брав не означає «взяв».) Проте, перераховуючи міста, які він узяв («Казань брав, Астрахань брав», цар не згадує Полоцька, хоча, за біографами Івана Грозного (Володимир Кобрин, Руслан Скринніков), цією перемогою цар дуже пишався.
- Дяк Феофан протягує на підпис «царю» (Іванові Васильовичу Бунші) наказ, а той, повагавшись, усе-таки підписує його. Але в Московській державі існувала традиція, згідно з якою було заборонено коронованим особам користуватися пером і чорнилами, цар лише прикладав печатку.
- Військо царя складається з безбородих і безвусих стрільців, хоча в той час голити простолюдів заборонялося. Більшість слуг в царських палатах теж по-сучасному підстрижена і поголена.
- У фільмі показано білокам'яний Кремль, однак сучасний червоноцегляний Кремль був збудований ще за діда Івана Грозного, великого князя Московського Івана III.
- У старовину одягання в обладунки було трудомістким і займало багато часу, а Милославський у фільмі вдягає обладунки дуже швидко і без сторонньої допомоги.
- «Ікра заморська, баклажанна» була завезена в Росію у XVII столітті з Ірану, тобто значно пізніше описуваних подій. При зйомках на царському столі лежала не баклажанна, а кабачкова ікра.
- Як зазначалося вище, Марфа Василівна була царицею восени 1571 року. У травні 1571 року Москва була спалена кримським військом, і пісні про перемоги над кримським ханом в даний історичний момент звучали б як знущання, що спричинило б для виконавців негайні і серйозні неприємності. До того ж, пісня «То не сильная туча затучилась» у той момент просто не була написана, так як вона присвячена нищівному розгрому кримського хана в битві при Молодях, що відбулася наступного, 1572 року (30.07-02.08)[6].
- Балалайка трикутної форми була винайдена тільки у XIX столітті.
- Древкову зброю, яка вразила машину часу, Тимофєєв називає «бердишем». Насправді це — алебарда, бердиш виглядає по-іншому і для метання непридатний. Крім того, алебарда з'явилася в Московській державі тільки у 1605 р. (нею були озброєні охоронці Лжедмитрія), що, однак, не заважає деяким стрільцям — учасникам гонитви — тримати в руках саме її.